# Partido Revolucionario Chino
El Partido Revolucionario Chino fue el renombrado de corta duración del Kuomintang entre 1914 y 1919.
Tras la fallida Segunda Revolución contra Yuan Shikai y la subsiguiente proscripción del Kuomintang en la República de China en 1913, Sun Yat-sen reorganizó el partido bajo el nuevo nombre el 8 de julio de 1914 con disciplina más estricta y requisitos de afiliación mientras se exilió en Tokio, Sun se sintió decepcionado por el fracaso de muchos miembros en apoyar la revolución. Los juramentos personales de lealtad y huellas dactilares causaron que muchos miembros más viejos se negaran a unirse.
Después de que Yuan murió en 1916, la Asamblea Nacional volvió a reunirse. Muchos de los que fueron elegidos como KMT usaron el nombre Revolucionario indistintamente con el nombre antiguo. Las ramas de ultramar siguieron utilizando el antiguo nombre KMT.
Cuando la Asamblea se disolvió nuevamente en 1917, Sun formó un gobierno rival en Cantón con el respaldo de la antigua camarilla de Guangxi. Cuando estos generales trataron de marginar y diluir su autoridad, se trasladó a Shanghái y renombró el partido al Kuomintang chino en 1919. El nombre se ha mantenido sin cambios desde entonces.